# Mann von Granhammar
Der Mann von Granhammar (schwedisch Granhammarsmannen) wurde 1953 in einem Graben in der Nähe von Granhammar slot (Schloss Granhammar) in Granhammar in der Gemeinde Upplands-Bro nördlich von Stockholm in Schweden gefunden.

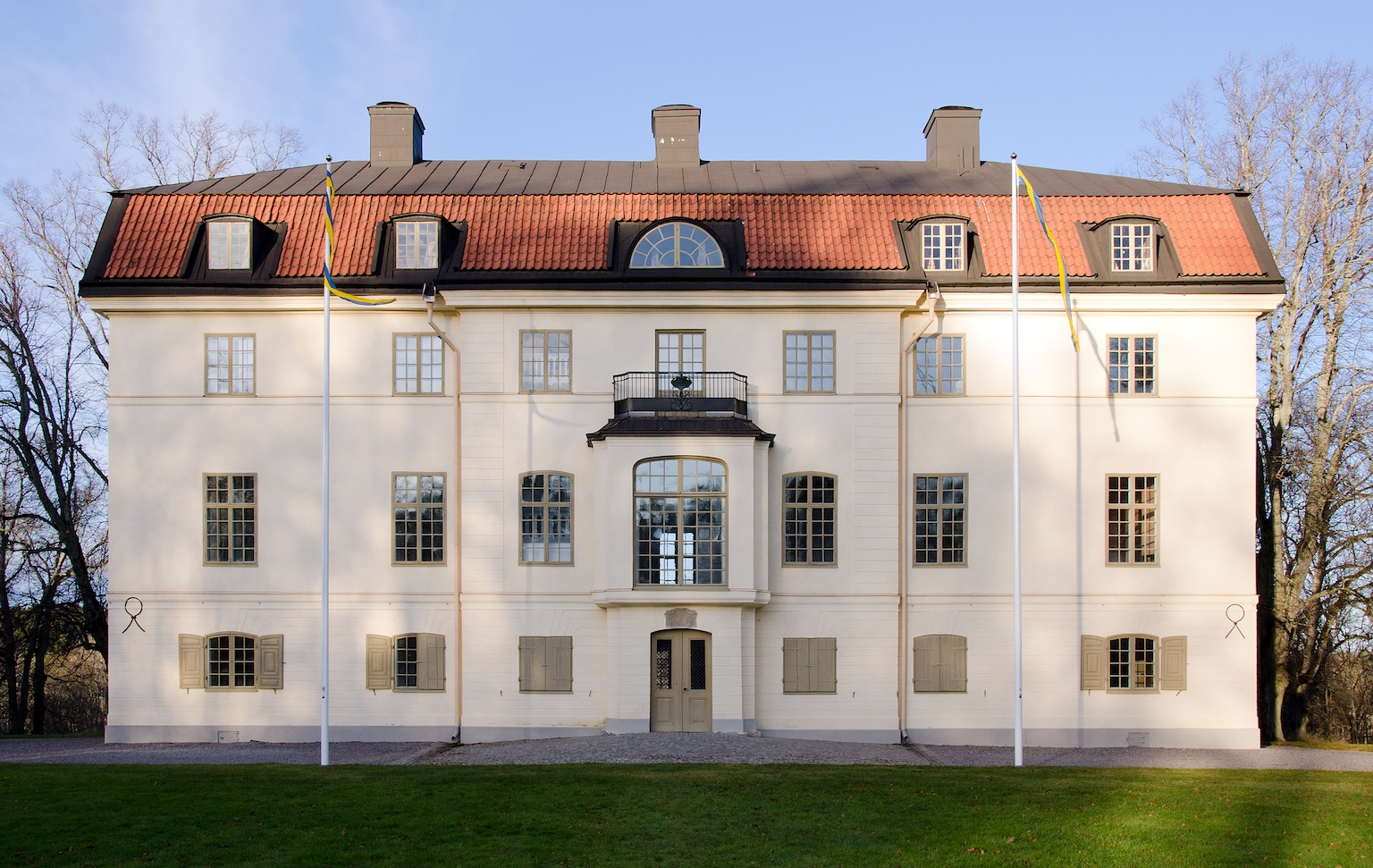
Granhammars Schloss

Der vermutlich mit einer Axt getötete, etwa 1,8 m große Mann lebte um 800 v. Chr. Sein Körper wurde mit seiner persönlichen Ausrüstung in einer Bucht versenkt. Der Granhammarmann ist Schwedens bekanntester Mann aus der nordischen Bronzezeit.
Der Archäologe Jonathan Lindström (geb. 1962) leitete mit Hilfe anderer Wissenschaftler verschiedene Analysen ein und erstellte ein Bild des Mannes. Dank moderner Technik konnte rekonstruiert werden, wie er aussah, was er gegessen hat und wo er in verschiedenen Phasen des Lebens lebte. Eine Rekonstruktion des Kopfes des Mannes ist im Historischen Museum von Stockholm zu sehen. 